# رامي العبودي
رامي العبودي (ولد في 8 أغسطس 1990 بغداد) شاعر غنائي عراقي، غنى له الكثير من المطربين من أمثال حسين الجسمي وأصيل هميم وغيرهم الكثير.